# Thyridanthrax andrewsi
Thyridanthrax andrewsi is een vliegensoort uit de familie van de wolzwevers (Bombyliidae). De wetenschappelijke naam van de soort is voor het eerst geldig gepubliceerd in 1970 door Hall.